# Gynécologie obstétrique
La gynécologie-obstétrique est une spécialité de la médecine et de la chirurgie.

## Champ de compétences

### Champ général
La gynécologie s'intéresse à la femme, quel que soit son âge, et aux maladies touchant l'appareil génital féminin : vulve, vagin, utérus, trompes et ovaires. Ces maladies peuvent être médicales (traitées par des médicaments) ou chirurgicales (traitées par la chirurgie). Le gynécologue exerce donc une spécialité médico-chirurgicale.
L'obstétrique s'intéresse à la femme enceinte et à son enfant à naître. L'obstétricien a donc la charge de deux patients, et doit maîtriser un certain nombre de techniques complexes : médecine et chirurgie de la femme, mais aussi, souvent, échographie, pour le diagnostic prénatal de certaines affections du fœtus. Il ne doit pas être confondu avec la sage-femme, qu'on peut considérer comme le spécialiste de la grossesse normale, alors que le gynécologue obstétricien est spécialisé dans la prise en charge de la grossesse pathologique.

### Surspécialités
Il existe plusieurs champs de surspécialisation, dont notamment la périnatalité, la cancérologie gynécologique, l'urogynécologie, et la chirurgie reconstructrice pelvienne.

## Historique
Dans la Rome antique, il existe des sages-femmes (obstetrix) et des médecins gynécologues-accoucheuses (medica ou iatromea). Ce sont deux fonctions très valorisées. Les premières sont chargées des cas simples, ne semblant pas devoir présenter de complications. Au Moyen Âge européen, les accoucheuses (ou matrones, ou basle) étaient simplement des femmes qui avaient survécu à de nombreux accouchements, et qui tiraient leur science de l’expérience transmise oralement. C'est seulement au XVIe siècle que l'obstétrique a commencé à faire l’objet d’une science. Angélique du Coudray (1712-1794) fut la première à formaliser l'enseignement de l'accouchement.

## Cursus

### En France
On accède à la spécialité après l'examen national classant, par un diplôme d'études spécialisées. Dix semestres d'internat doivent être validés : cinq de gynécologie-obstétrique, deux de chirurgie (générale, digestive, urologique ou vasculaire), et trois semestres libres. Au plan théorique, un enseignement inter-régional est dispensé.
En France, le gynécologue diplômé de gynécologie-obstétrique peut choisir de se spécialiser en chirurgie gynécologique ou en obstétrique. Tout comme le gynécologue, le médecin généraliste ou la sage-femme, le gynécologue-obstétricien peut s'occuper du suivi gynécologique classique.

## Principales revues scientifiques
Les revues médicales internationales de niveau A concernant la gynécologie-obstétrique comprennent entre autres, :
- Human Reproduction Update (de) ;
- American Journal of Obstetrics and Gynecology (en) ;
- Ultrasound in Obstetrics and Gynecology (de) ;
- Human Reproduction (en) ;
- Obstetrics and Gynecology.

## Quelques personnalités
- François Mauriceau, (1637-1709), est un chirurgien français, considéré comme l'un des premiers à faire de « l'art des accouchements » ou obstétrique, une spécialité ;
- Angélique du Coudray (1712-1794) est la première sage-femme française à enseigner devant public l'« art des accouchements » et fait partie de ceux qui, à partir de la seconde moitié du XVIIIe siècle, font la promotion des sages-femmes éduquées dans des cours pour remplacer les matrones accoucheuses formées sur le tas ;
- James Young Simpson (1811–1870), 1er baronnet, est un obstétricien écossais qui utilise pour la première fois le chloroforme au cours de l'accouchement ;
- Helen Octavia Dickens (en) (1909-2001), première Afro-Américaine admise au American College of Surgeons en 1950, et spécialisée en obstétrique et gynécologie[6].